# Pombal (Portogallo)
Pombal (põ.'baɫ) è un comune portoghese di 55.217 (2011) abitanti situato nel distretto di Leiria, nella provincia di Beira Litorale. Fu ufficialmente elevata a città il 16 agosto 1991.

## Storia
Pombal fu fondata da Dom Gualdim Pais, Gran-Maestro de l'Ordine dei Templari, che fece costruire il suo castello ultimato nel 1174.

## Cultura
Il 13 giugno del 1976 fu fondato il Teatro Amador de Pombal, che da allora ha svolto un'importante funzione culturale nella contea. A Pombal ci sono due radio: 97Fm, fondata come Rádio Clube de Pombal, e Cardal Fm, a 87,6 Mhz. Radio Clube de Pombal inizia come un'avventura di due giovani che il 25 aprile 1986 lanciano in onda la prima emissione. L'Associazione Filarmonica Pombalense è una delle più antiche collettività della contea, fondata il 16 ottobre 1867. È un'accademia di arti e musica, che promuove l'insegnamento di diversi strumenti e discipline di danza. In esso funziona anche il Conservatorio Filarmonico di Pombal, omologato dal Ministero della Pubblica Istruzione, che offre un articolato insegnamento della musica.

### Festas do Bodo
Ogni anno, la città organizza la festa del Bodo, la cui origine risale al periodo medievale. Secondo la leggenda, la gratitudine è dovuta all'intervento di Nostra Signora di Cardal per aver rimosso i parassiti dai raccolti. I festeggiamenti si celebrano per sei giorni in coincidenza con l'ultima domenica di luglio, coinvolgendo diverse attività tra cui quelle religiose, economiche e di svago.

## Società

### Evoluzione demografica
Abitanti censiti

## Freguesias
- Abiul
- Albergaria dos Doze
- Almagreira
- Carnide
- Carriço
- Guia
- Ilha
- Louriçal
- Mata Mourisca
- Meirinhas
- Pelariga
- Pombal
- Redinha
- Santiago de Litém
- São Simão de Litém
- Vermoil
- Vila Cã

## Castello di Pombal
Il castello di Pombal si trova in una posizione dominante su un massiccio roccioso sulle rive del fiume Arunca; questo castello templare ha avuto un ruolo importante nella difesa della regione al momento dell'affermazione della nazionalità portoghese e successivamente nel consolidamento della stessa contea.

## Amministrazione

### Gemellaggi
- Biscarrosse